# HP Sauce

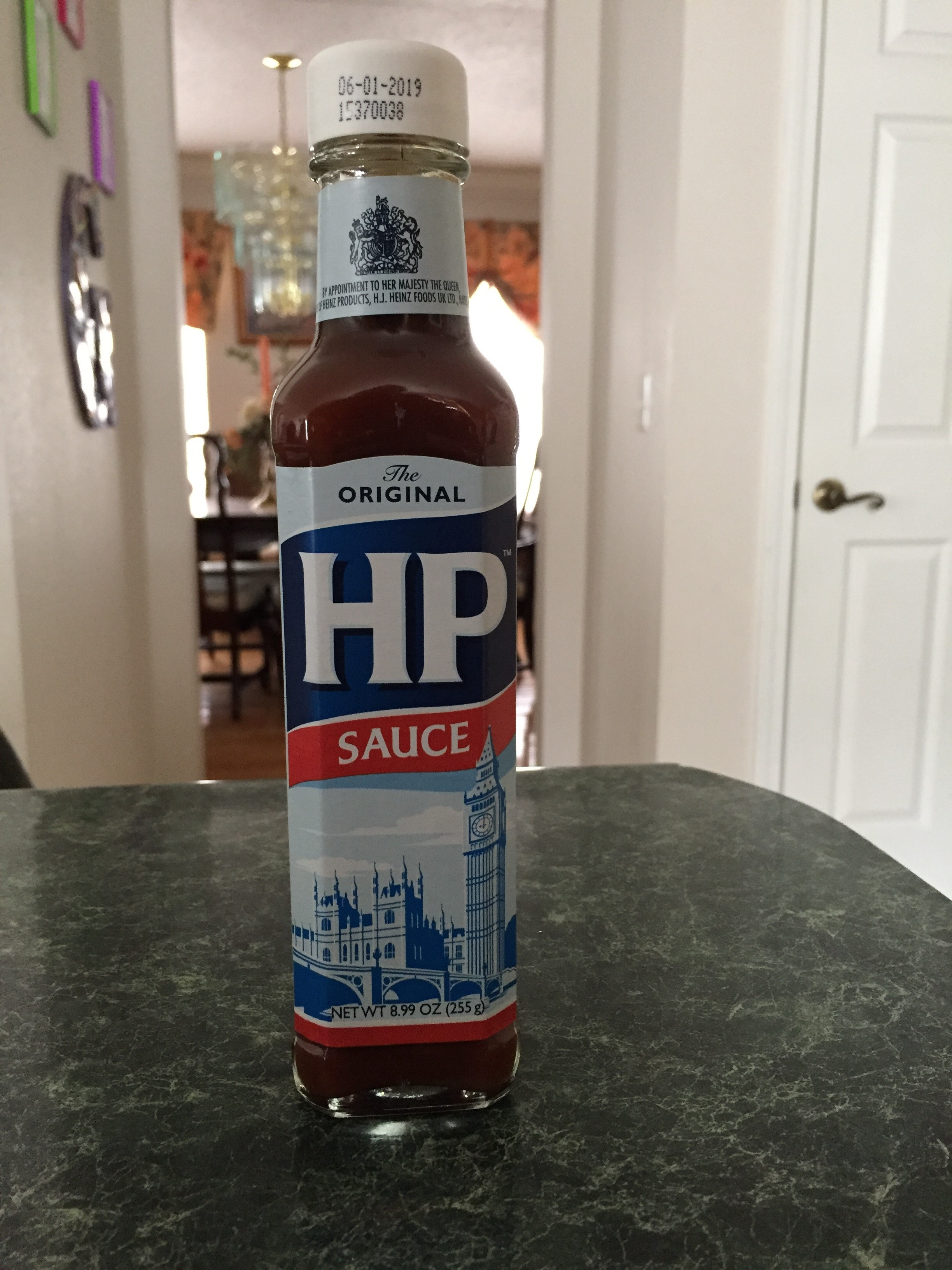
Eine Flasche HP-Sauce

HP Sauce ist eine britische Würzsauce, die aus den Schoten des Tamarindenbaums hergestellt wird. Früher wurde sie von der Firma HP Foods, einer Tochterfirma der Danone Group in Aston, Birmingham, England produziert. Im Jahr 2006 kaufte die H. J. Heinz Company die Firma HP Food auf. Seit März 2007 wird die braune Sauce in Elst in den Niederlanden hergestellt.  Mit einem Marktanteil von 71 % ist HP Sauce die bekannteste Brown Sauce im Vereinigten Königreich. Sie wird vorzugsweise zu Fleischgerichten oder als Zutat in Suppen bzw. Eintöpfen verwendet.

## Geschichte
Das Originalrezept wurde von Frederick Gibson Garton, einem Lebensmittelhändler aus Nottingham, entwickelt. Er patentierte das Rezept unter dem Namen H.P. Sauce im Jahr 1869. Der Grund für die Namensgebung war das Gerücht, dass ein Restaurant in den Houses of Parliament damit begann, diese Sauce zu servieren. Viele Jahre lang trugen die Etiketten das Bild des Palace of Westminster. Garton verkaufte 1903 das Rezept und die Marke HP schließlich für 150 £.
Eine andere Geschichte besagt, dass der Name HP Sauce aus den Initialen eines „Harry Palmer“ entstanden sei. Diesem wurde nachgesagt, das Rezept unter „Harry Palmer’s Famous Epsom Sauce“ verkauft zu haben. Die Legende besagt, dass der begeisterte Glücksspieler das Rezept der braunen Sauce verkaufen musste, um seine Spielschulden zurückzahlen zu können. Es gibt jedoch keinen Beweis für die Existenz eines „Harry Palmer“ in der Firmengeschichte.

### Wilson’s Gravy
In den 1960er und 1970er Jahren wurde die HP Sauce auch Wilson’s Gravy (englisch gravy = „Soße“) genannt. Die Frau des britischen Premierminister Harold Wilson, Mary, hatte bei einem Interview mit der Sunday Times erwähnt, dass ihr Mann alles, was er esse, in HP Sauce ertränke. Bei einem Bankett im Jahr 1975 bekannte Wilson, dass er Lea & Perrins Worcestershire Sauce der HP Sauce vorziehe.

## Zusammensetzung
Laut Hersteller enthält HP Sauce folgende Zutaten: Malzessig aus Gerste, Tomaten, Melasse, Branntweinessig, Traubenzucker-Fruchtzucker-Sirup, Datteln, Zucker, Salz, modifizierte Maisstärke, Roggenmehl, Tamarindenextrakt, Gewürze und Zwiebelextrakt.

## Varianten
Neben The Original HP Sauce gibt es weitere Sorten wie zum Beispiel HP Chilli, BBQ und Fruity.

## Die Übernahme durch Heinz

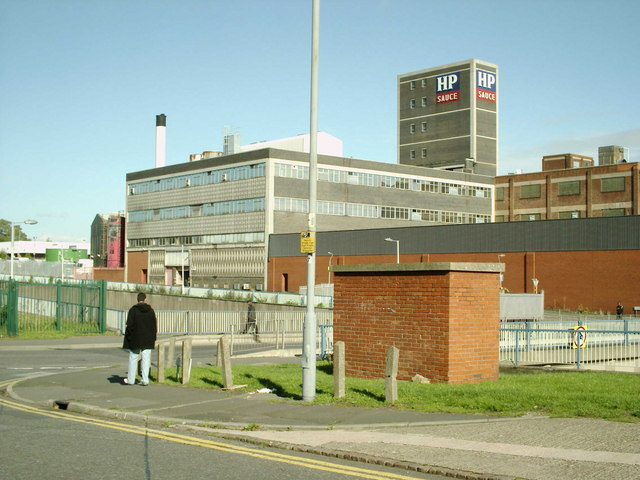
HP-Fabrikhallen in Aston (2006)

Im Juni 2005 übernahm der Konzern Heinz die Firma HP Foods vom Konkurrenten Danone für 470 Millionen Pfund. Durch die Übernahme gingen 125 Arbeitsplätze verloren; die letzte Flasche HP-Sauce verließ die Firma am 16. März 2007 um 06:00 Uhr GMT.
Die Produkte veränderten nach der Firmenübernahme durch Heinz nur gering ihr Aussehen; auch der Markenname blieb erhalten. Im Gegensatz zu den alten Etiketten enthalten die der neuen Flaschen nun auch Inhaltsangaben auf Deutsch, Französisch und Niederländisch neben der englischen.
Die Fabrikhallen in Aston wurden ab Juli 2007 während einer gut 16 Wochen andauernden Abrissphase entfernt. Der Turm der Fabrik war für viele Jahre eine charakteristische Landmarke entlang des Aston Expressway.